# 源冷
源 冷（みなもと の すずし）は、平安時代初期から前期にかけての公卿。仁明天皇の皇子。官位は従三位・参議。

## 経歴
承和15年（848年）本康親王と共に清涼殿で元服。嘉祥2年（849年）従四位上に直叙され、翌嘉祥3年（850年）讃岐守に任ぜられる。
仁寿4年（854年）右馬頭に任ぜられて京官に復す。しかし、斉衡3年（856年）但馬守に遷ると、斉衡4年（857年）近江守、貞観3年（861年）伊予守、貞観6年（864年）播磨権守、貞観10年（868年）相模権守と、文徳朝末から清和朝前半にかけて約15年の長きに亘って地方官を歴任し、貞観13年（871年）には正四位下に昇叙された。
貞観15年（873年）宮内卿に任ぜられて京官に復すと、貞観19年（877年）左兵衛督兼帯を経て、陽成朝の元慶6年（882年）参議に任ぜられ公卿に列す。議政官として宮内卿・左右兵衛督を兼帯し、光孝朝の仁和3年（887年）には従三位に叙されている。
宇多朝の寛平2年（890年）2月25日薨去。享年56。最終官位は参議従三位左衛門督。

## 官歴
注釈のないものは『六国史』による。
- 承和15年（848年） 4月14日：元服
- 嘉祥2年（849年） 正月20日：无位より従四位上に直叙
- 嘉祥3年（850年） 正月15日：讃岐守。5月17日：讃岐守
- 仁寿3年（853年） 7月1日：讃岐守
- 仁寿4年（854年） 8月28日：右馬頭
- 斉衡3年（856年） 正月12日：但馬守
- 斉衡4年（857年） 正月14日：近江守
- 貞観3年（861年） 正月13日：伊勢守
- 貞観6年（864年） 正月16日：播磨権守
- 貞観10年（868年） 正月16日：相模権守
- 貞観13年（871年） 正月7日：正四位下[1]
- 貞観15年（873年） 正月13日：宮内卿[1]
- 貞観19年（877年） 正月15日：兼讃岐守[1]。10月18日：兼右兵衛督
- 元慶6年（882年） 2月3日：参議、宮内卿右兵衛督等如元[1]
- 元慶7年（883年） 正月11日：兼伊予権守[1]
- 仁和3年（887年） 正月7日：従三位
- 仁和4年（888年） 9月9日：左兵衛督[1]
- 仁和5年（889年） 正月16日：美濃権守[1]。2月29日：美濃守、左兵衛督如元[1]
- 寛平2年（890年） 2月25日：薨去（参議従三位左衛門督）

## 系譜
『尊卑分脈』による。
- 父：仁明天皇
- 母：不詳
- 妻：不詳
- 生母不明の子女
  - 男子：源通
  - 男子：源備